# La Tossa
La Tossa är ett berg i Spanien.   Det ligger i provinsen Província de Barcelona och regionen Katalonien, i den nordöstra delen av landet, 500 km öster om huvudstaden Madrid. Toppen på La Tossa är 887 meter över havet.
Terrängen runt La Tossa är kuperad norrut, men söderut är den bergig. Runt La Tossa är det ganska glesbefolkat, med 24 invånare per kvadratkilometer. Närmaste större samhälle är Puigcerdà, 13,0 km norr om La Tossa. I omgivningarna runt La Tossa växer i huvudsak blandskog.